# Parohia Concordia, Louisiana
Parohia Concordia (în engleză Concordia Parish) este un comitat din statul Louisiana, Q5061379, Statele Unite ale Americii.

## Demografie
|  | Graficele sunt indisponibile din cauza unor probleme tehnice. Mai multe informații se găsesc la Phabricator și la wiki-ul MediaWiki. |

Date: Wikidata - grafică realizată de Wikipedia
Format:Parohia Concordia, Louisiana